# Serafima Wassiljewna Pantelejewa

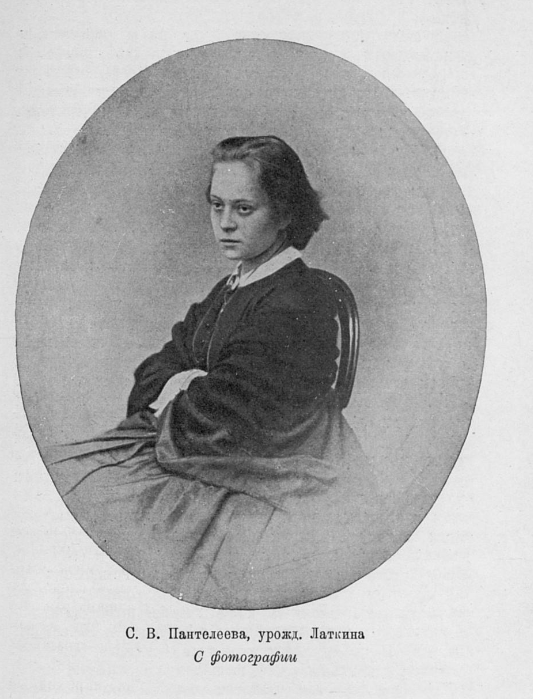
Serafima Wassiljewna Pantelejewa (1874)

Serafima Wassiljewna Pantelejewa, geboren Serafima Wassiljewna Latkina, (russisch Серафима Васильевна Пантелеева, урождённая Латкина; * 1846 in St. Petersburg; † 1918 in Petrograd) war eine russische Physiologin, Schriftstellerin und Frauenrechtlerin.

## Leben
Latkinas Vater Wassili Latkin (1810–1867) war Kaufmann und Unternehmer. Die Mutter Jelikonida Nikiforowna Latkina (1814–1897) war die Tochter des Kaufmanns Nikifor Stepanowitsch Baschenin (1790–1862).
Latkina heiratete 1864 den jungen Juristen Longin Pantelejew. Im selben Jahr wurde er wegen revolutionärer Aktivitäten verhaftet und zur Katorga in Sibirien verurteilt. 1866 folgte sie ihm in die sibirische Verbannung.
Nach dem Tod ihres zweiten Kinds und ihres Vaters 1867 kehrte Pantelejewa nach Hause zu ihrer Mutter zurück. 1870 begann sie das Studium in den 1869 in St. Petersburg eröffneten Wladimir-Kursen (universitätsgleiche Höhere Kurse für Frauen) und studierte dann Physiologie an der Universität Zürich. Einige ihrer Arbeiten wurden später im Berliner Centralblatt für die medicinischen Wissenschaften veröffentlicht.
Nach der Rückkehr ihres Mannes aus der Verbannung beteiligte Pantelejewa sich an seinen literarischen Aktivitäten. Sie führte Untersuchungen in den Laboratorien der St. Petersburger Medico-chirurgischen Akademie und nach deren Umwandlung 1881 in die Militärmedizinische Akademie in der Kaiserlichen Akademie der Wissenschaften durch. Da sie in ihrem Beruf nicht arbeiten konnte, begann sie wissenschaftliche Aufsätze zu übersetzen und populärwissenschaftliche Essays zu schreiben.
Pantelejewa unterzeichnete 1901 zwei Petitionen gegen die Misshandlungen friedlicher Demonstranten, worauf sie mit ihrem Mann für drei Jahre aus St. Petersburg verbannt wurde. Sie hielten sich meistens in Westeuropa auf, bis sie 1904 nach St. Petersburg zurückkehrten. Im Dezember 1908 war sie Delegierte auf dem Ersten Allrussischen Frauenkongress der Russischen Liga für Gleichberechtigung der Frauen in St. Petersburg. Fünf Jahre später berichtete sie auf dem Ersten Allrussischen Kongress für Frauenbildung über ihre Erfahrungen in Zürich. Sie war Vizevorsitzende der Russischen Liga für Gleichberechtigung der Frauen.
Pantelejewas älterer Bruder Nikolai Latkin war Unternehmer und Geograph.